# 5978 Kaminokuni
Az 5978 Kaminokuni (ideiglenes jelöléssel 1992 WT) a Naprendszer kisbolygóövében található aszteroida. Kin Endate,  Vatanabe Kazuró fedezte fel 1992. november 16-án.